# Acanthurus
Acanthurus là một chi cá biển thuộc họ Cá đuôi gai, với các loài được tìm thấy trên khắp các vùng biển thuộc Ấn Độ Dương, Thái Bình Dương và Đại Tây Dương. Đây là chi có số lượng thành viên đông nhất trong họ Cá đuôi gai.

## Từ nguyên
Danh pháp của loài cá này, acanthurus, trong tiếng Latinh có nghĩa là "đuôi có ngạnh" (acanthus: "gai, ngạnh", oura: "đuôi"), hàm ý đề cập đến ngạnh sắc ở hai bên cuống đuôi của tất cả các thành viên trong chi này.

## Phạm vi phân bố
Đa số những thành viên trong chi Acanthurus có phạm vi phân bố trong khu vực Ấn Độ Dương - Thái Bình Dương. Nhiều loài được tìm thấy ở cả hai đại dương này, trong đó có Acanthurus guttatus và Acanthurus xanthopterus có thể mở rộng phạm vi đến Đông Thái Bình Dương.
Một số ít thành viên trong chi này được tìm thấy ở Đại Tây Dương, là Acanthurus bahianus, Acanthurus chirurgus, Acanthurus coeruleus, Acanthurus monroviae và Acanthurus tractus.

## Mô tả
Tất cả các loài Acanthurus đều có một mảnh xương nhọn chĩa ra ở mỗi bên cuống đuôi tạo thành ngạnh sắc, là đặc điểm của họ Cá đuôi gai. Ngạnh này không có độc, nhưng vẫn có thể gây thương tích nếu sơ ý chạm phải, kể cả cho con người và những loài cá khác.
Cơ thể của các loài Acanthurus có hình bầu dục thuôn dài. Vây đuôi lõm, có hình lưỡi liềm; một số loài có thùy đuôi khá dài. Acanthurus có thể có màu sắc sặc sỡ, hoặc có màu chủ đạo là nâu với các tông màu khác nhau, từ nâu sẫm, nâu xám đến nâu lục.
Nhiều loài Acanthurus có dạ dày với vách dày như mề. Đối với những loài này, chúng thường nuốt cả cát vào bụng để giúp nghiền nát những mảnh tảo trong dạ dày.
Ở một số loài, cá con đang phát triển và cá trưởng thành có màu sắc hoàn toàn khác nhau. Đáng chú ý trong chi này là Acanthurus pyroferus và Acanthurus tristis, vì cá con của chúng bắt chước hình thái giống hệt với một số loài cá bướm thuộc chi Centropyge.

## Lai tạo trong tự nhiên
Trong tự nhiên, nhiều loài Acanthurus được ghi nhận là có thể tạo ra những cá thể lai với nhau.
- Acanthurus achilles, Acanthurus japonicus, Acanthurus leucosternon và Acanthurus nigricans là 4 loài chị em với nhau, trong đó A. nigricans có phạm vi phân bố rộng nhất, do vậy mà chúng thường lai tạo với 3 loài còn lại.[7]
- Acanthurus pyroferus và Acanthurus tristis[6]
- Acanthurus triostegus và Acanthurus polyzona[8]
- Acanthurus olivaceus và Acanthurus nigricauda[9]
- Acanthurus olivaceus và Acanthurus tennentii[9]

## Sinh thái và hành vi
Thức ăn chủ yếu của Acanthurus là tảo và vụn hữu cơ, trong đó có một số ít loài là ăn động vật phù du. Ngoài ra, có hai loài trong chi này được ghi nhận là ăn phân do những loài cá khác thải ra, là Acanthurus coeruleus và Acanthurus mata.
Chúng thường bơi thành từng nhóm nhỏ hoặc hợp thành đàn lớn, nhưng cũng có khi sống đơn độc. Cũng như những chi cá đuôi gai khác, Acanthurus nghỉ ngơi vào ban đêm, và chúng ngủ trong các hang hốc, kẽ đá.

## Các loài

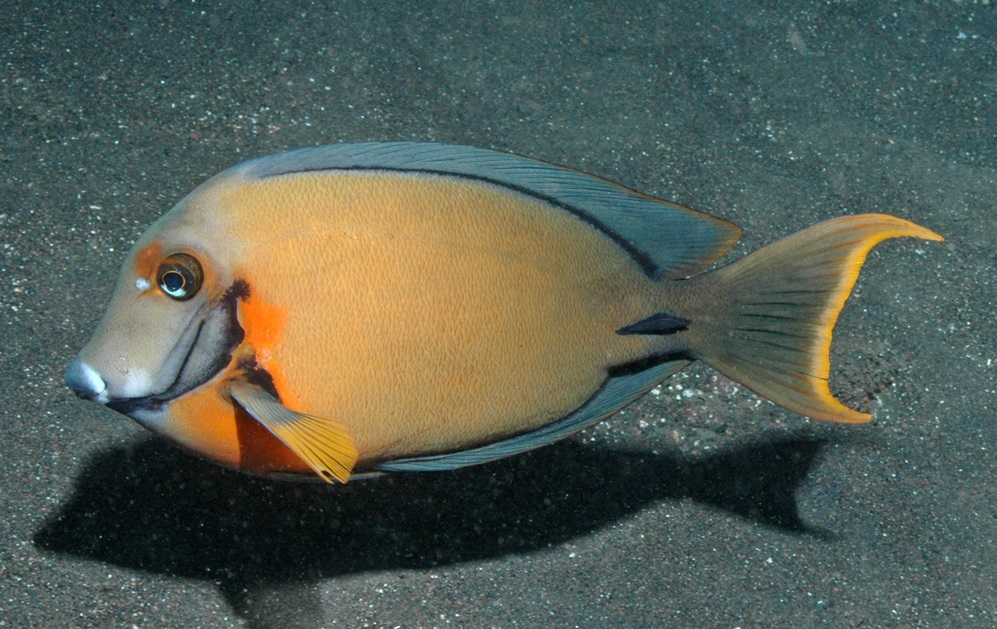
A. pyroferus

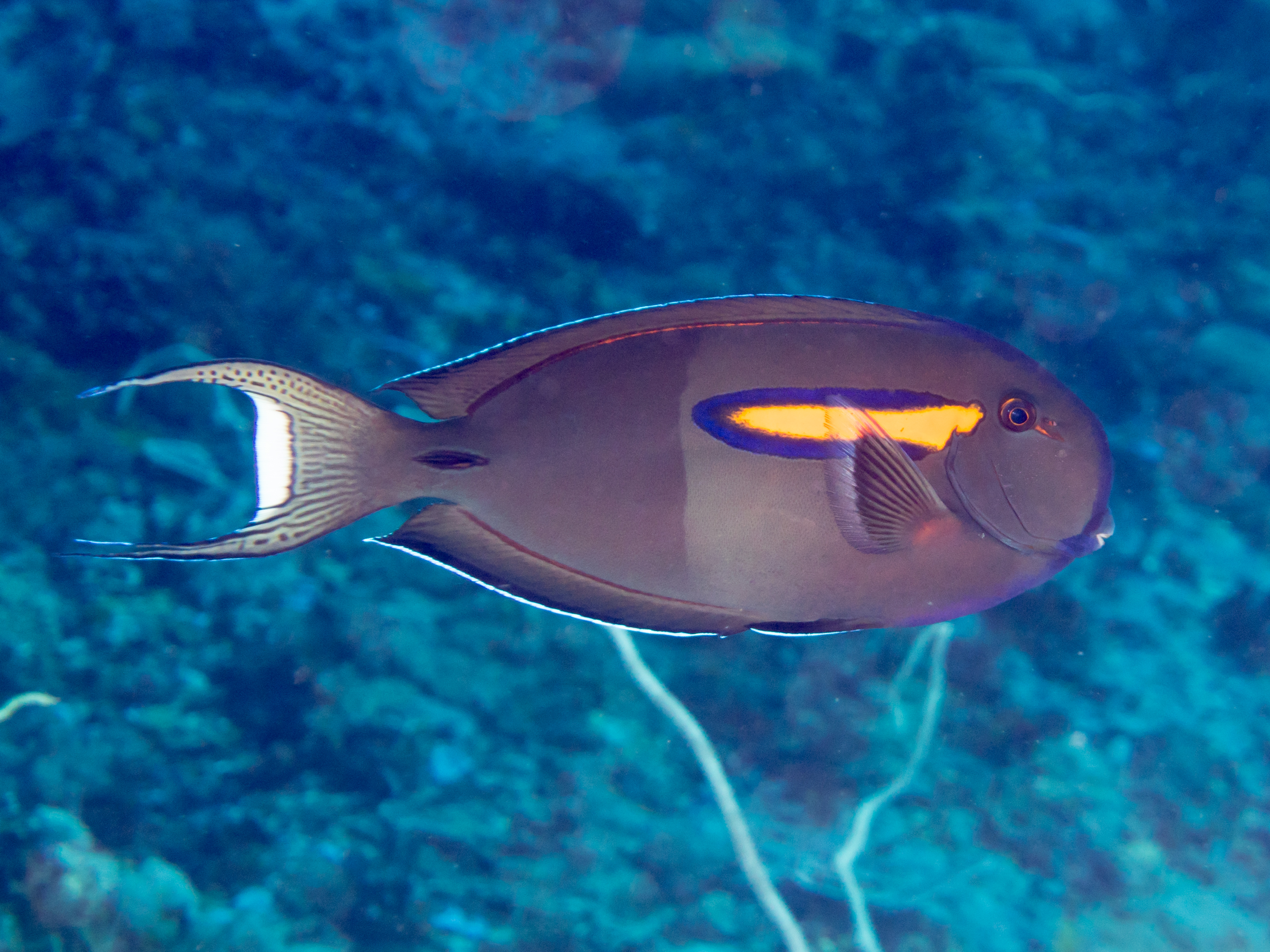
A. olivaceus

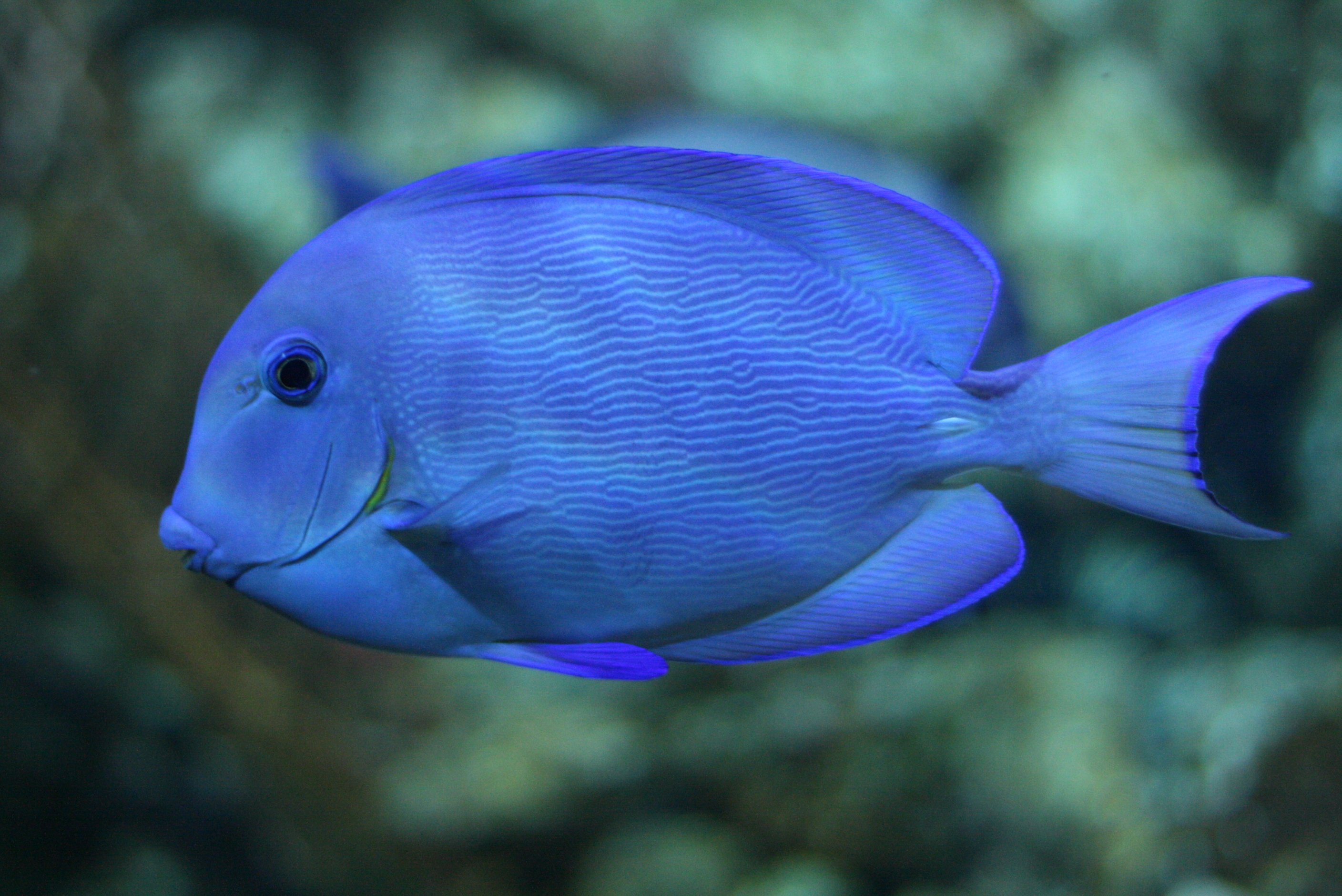
A. coeruleus

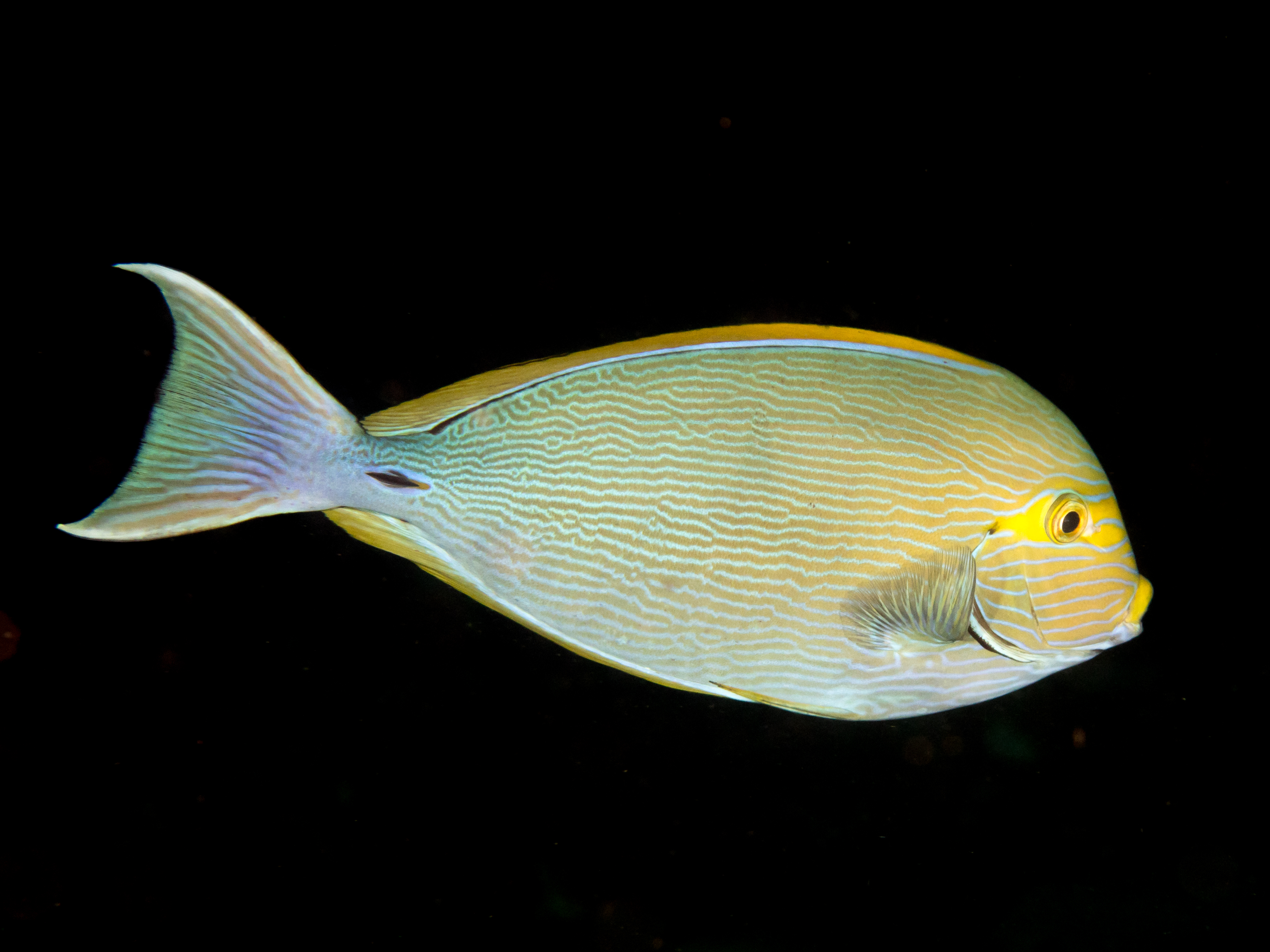
A. mata

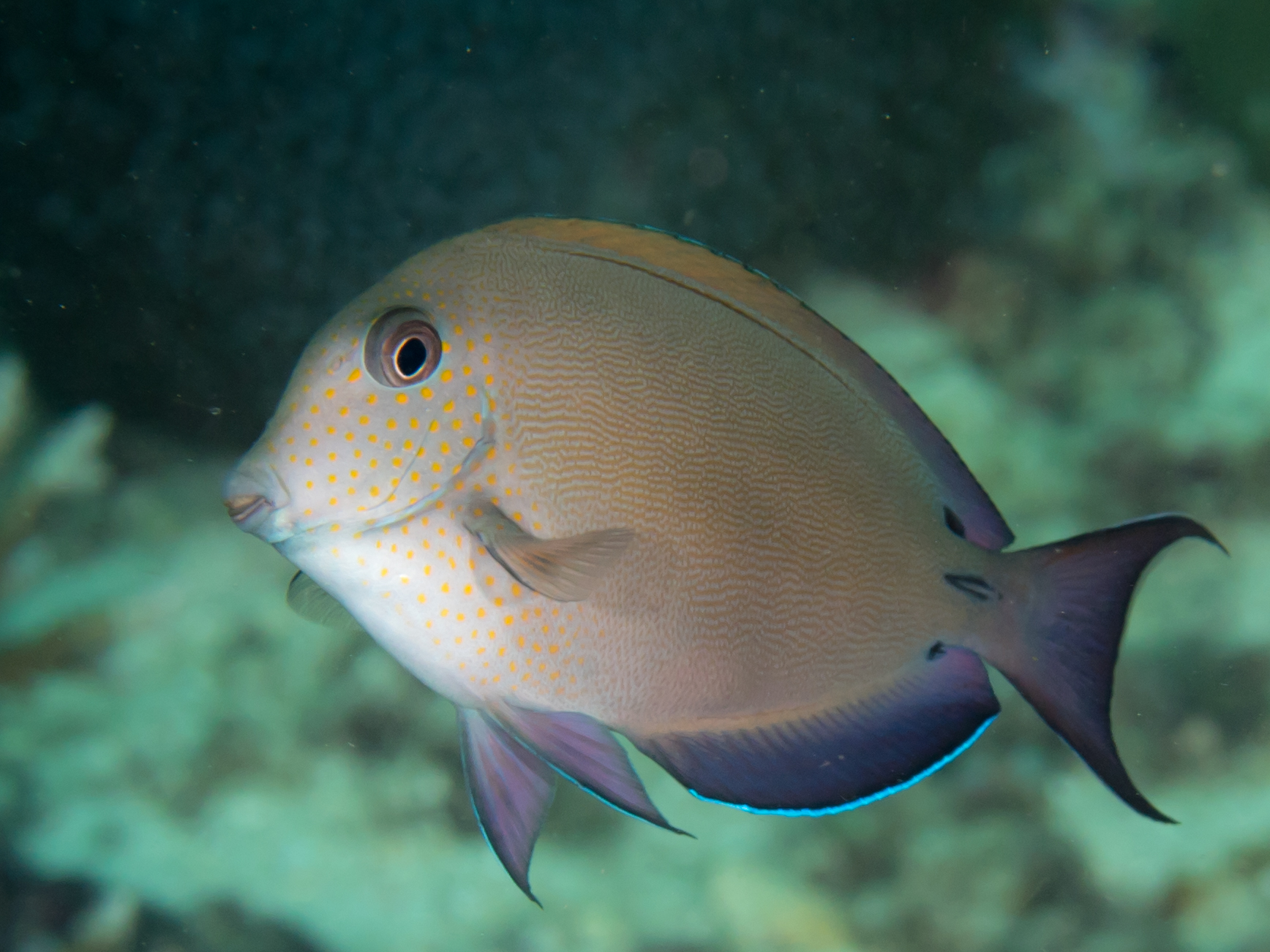
A. nigrofuscus

Tính tới hiện tại, có tất cả 40 loài được công nhận là hợp lệ trong chi này, bao gồm:
- Acanthurus achilles Shaw, 1803
- Acanthurus albimento Carpenter, Williams & Santos, 2017[11]
- Acanthurus albipectoralis Allen & Ayling, 1987
- Acanthurus auranticavus Randall, 1956
- Acanthurus bahianus Castelnau, 1855[12]
- Acanthurus bariene Lesson, 1831
- Acanthurus blochii Valenciennes, 1835
- Acanthurus chirurgus (Bloch, 1787)
- Acanthurus chronixis Randall, 1960
- Acanthurus coeruleus Bloch & Schneider, 1801
- Acanthurus dussumieri Valenciennes, 1835
- Acanthurus fowleri de Beaufort, 1951
- Acanthurus gahhm (Forsskål, 1775)
- Acanthurus grammoptilus Richardson, 1843
- Acanthurus guttatus Forster, 1801
- Acanthurus japonicus (Schmidt, 1931)
- Acanthurus leucocheilus Herre, 1927
- Acanthurus leucopareius (Jenkins, 1903)
- Acanthurus leucosternon Bennett, 1833
- Acanthurus lineatus (Linnaeus, 1758)
- Acanthurus maculiceps (Ahl, 1923)
- Acanthurus mata (Cuvier, 1829)
- Acanthurus monroviae Steindachner, 1876
- Acanthurus nigricans (Linnaeus, 1758)
- Acanthurus nigricauda Duncker & Mohr, 1929
- Acanthurus nigrofuscus (Forsskål, 1775)
- Acanthurus nigroris Valenciennes, 1835[13]
- Acanthurus nigros Günther, 1861[13]
- Acanthurus nubilus (Fowler & Bean, 1929)
- Acanthurus olivaceus Bloch & Schneider, 1801
- Acanthurus polyzona (Bleeker, 1868)
- Acanthurus pyroferus Kittlitz, 1834
- Acanthurus reversus Randall & Earle, 1999
- Acanthurus sohal (Forsskål, 1775)
- Acanthurus tennentii Günther, 1861
- Acanthurus thompsoni (Fowler, 1923)
- Acanthurus tractus Poey, 1860[12]
- Acanthurus triostegus (Linnaeus, 1758)
- Acanthurus tristis Randall, 1993[6]
- Acanthurus xanthopterus Valenciennes, 1835